# USS Pivot (AM-276)
USS Pivot (AM-276) był trałowcem typu Admirable, pierwszą jednostką US Navy noszącą tę nazwę. Okręt został zbudowany w stoczni Gulf Shipbuilding Corporation w Chickasaw.
Jednostka została zwodowana 11 listopada 1943, matką chrzestną była Clara L. Prouty.
Próby morskie rozpoczęto 12 lipca 1944 w Zatoce Meksykańskiej, a wstępne szkolenie zostało przeprowadzone na zatoce Chesapeake.
Po dziewiczym rejsie zakończonym 10 września nowy trałowiec rozpoczął szkolenia w składzie Floty Atlantyku do momentu przeniesienia na Pacyfik na początku kwietnia 1945. Przeszedł przez Kanał Panamski 10 kwietnia 1945 i po szkoleniu na wodach okalających Hawaje osiągną strefę działań wojennych, gdzie rozpoczął operacje trałowe w rejonie wysp Riukiu wkrótce po tym jak amerykańskie wojska zajęły Okinawę.
Trałowiec wspierał Fast Carrier Task Force admirała Mitschera podczas ataków na Japonię w lipcu i operował na wodach koreańskich po kapitulacji Japonii. Wrócił na Okinawę pod koniec października i wznowił działania trałowe w rejonie Riukiu.
Okręt otrzymał 4 odznaczenia battle star za służbę w czasie II wojny światowej.
"Pivot" został wycofany ze służby 6 listopada 1946 w zatoce Subic na Filipinach. Został sprzedany Republice Chińskiej 27 sierpnia 1948 i przemianowany na ROCS "Yung Shou". 1 lipca 1970 trałowiec został wycofany ze służby.